# Rozrywka

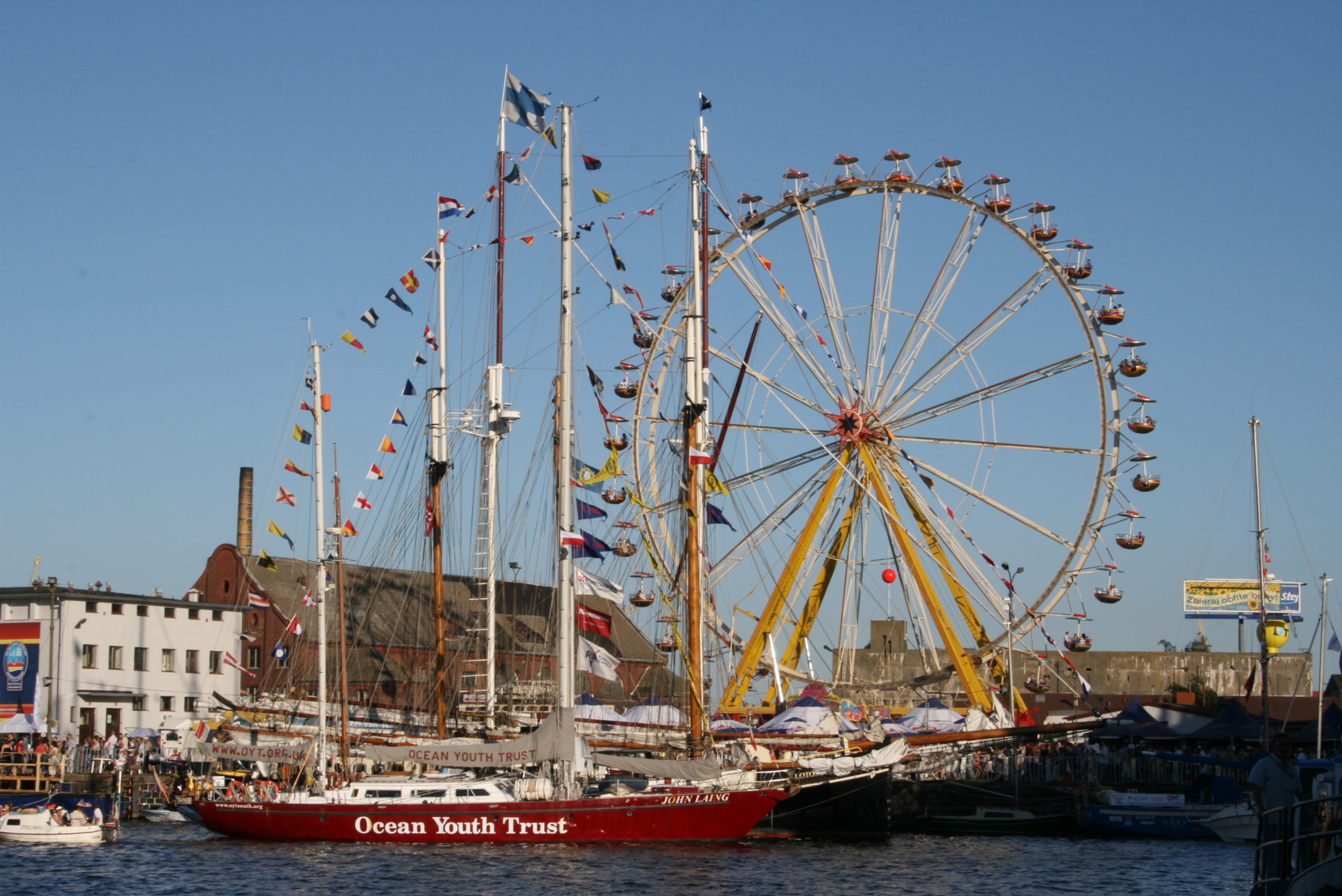
Wesołe miasteczko w porcie w Szczecinie podczas zlotu żaglowców The Tall Ships’ Races 2007

Rozrywka – działanie mające na celu dostarczenie przyjemności. Rozrywka może mieć charakter bierny, jak np. oglądanie filmu w kinie czy udział w spektaklu operowym lub aktywny, jak np. udział w grach towarzyskich.
Uprawianie sportu, hobby czy turystyki jest formą rozrywki, jednak często te formy są określane mianem rekreacji, gdyż wymagają aktywnego zaangażowania się, co odróżnia je od odpoczynku biernego.
Dostarczaniem rozrywki w sposób profesjonalny zajmuje się gałąź gospodarki zwana przemysłem rozrywkowym.